# Sándor Müller
Sándor Müller (21. září 1948 Budapešť – 3. dubna 2024) byl maďarský fotbalista, záložník.

## Fotbalová kariéra
V maďarské lize hrál za Vasas SC, se kterým získal v roce 1977 mistrovský titul a v roce 1973 maďarský fotbalový pohár. Dále hrál v Belgii za Royal Antwerp FC a ve Španělsku za Hércules Alicante. V Poháru mistrů evropských zemí nastoupil ve 2 utkáních, v Poháru vítězů pohárů nastoupil ve 2 utkáních a v Poháru UEFA nastoupil v 7 utkáních a dal 1 gól. Za maďarskou reprezentaci nastoupil v letech 1970–1982 v 17 utkáních a dal 1 gól. Byl členem maďarské reprezentace na  Mistrovství světa ve fotbale 1982, kde nastoupil ve 2 utkáních.

## Ligová bilance
| Ročník                      | Zápasy | Góly | Klub              |
| --------------------------- | ------ | ---- | ----------------- |
| 1. maďarská liga 1968       | 14     | 1    | Vasas SC          |
| 1. maďarská liga 1969       | 27     | 4    | Vasas SC          |
| 1. maďarská liga 1970       | 12     | 0    | Vasas SC          |
| 1. maďarská liga 1970/1971  | 17     | 3    | Vasas SC          |
| 1. maďarská liga 1971/1972  | 25     | 8    | Vasas SC          |
| 1. maďarská liga 1972/1973  | 23     | 8    | Vasas SC          |
| 1. maďarská liga 1973/1974  | 27     | 4    | Vasas SC          |
| 1. maďarská liga 1974/1975  | 24     | 3    | Vasas SC          |
| 1. maďarská liga 1975/1976  | 21     | 3    | Vasas SC          |
| 1. maďarská liga 1976/1977  | 34     | 8    | Vasas SC          |
| 1. maďarská liga 1977/1978  | 31     | 2    | Vasas SC          |
| 1. maďarská liga 1978/1979  | 25     | 3    | Vasas SC          |
| 1. maďarská liga 1979/1980  | 30     | 5    | Vasas SC          |
| 1. belgická liga 1980/1981  | 31     | 0    | Royal Antwerp FC  |
| 1. španělská liga 1981/1982 | 23     | 1    | Hércules Alicante |
| 2. španělská liga 1982/1983 | 23     | 6    | Hércules Alicante |
| 1. maďarská liga 1983/1984  | 7      | 1    | Vasas SC          |
| CELKEM 1. maďarská liga     | 325    | 53   |                   |
| CELKEM 1. španělská liga    | 23     | 1    |                   |
| CELKEM 1. belgická liga     | 31     | 0    |                   |